# Karolinenkoog
Karolinenkoog est une commune de l'arrondissement de Dithmarse, dans le Land du Schleswig-Holstein.

## Géographie
Le polder est construit au sud-est de l'estuaire de l'Eider, en face de Tönning. Le territoire de l'estuaire appartient à la zone protégée du Dithmarscher Eiderwatt (de).

## Économie et infrastructure
L'économie est essentiellement agricole, surtout des choux et des pommes de terre, comme dans la Dithmarse.
Le polder est traversé à l'ouest par la Bundesstraße 5, entre Husum et Heide.
Du 22 août 1877 à 1940, une liaison ferroviaire avec une jetée sur l'Eider permettait aux habitants de Tönning d'aller à Heide.

## Source, notes et références
- (de) Cet article est partiellement ou en totalité issu de l’article de Wikipédia en allemand intitulé « Karolinenkoog » (voir la liste des auteurs).